# 速鳥
速鳥（はやとり）は、日本の伝説上の船の名である。『釈日本記』にある『播磨国風土記』明石郡の条の逸文に「仍伐其楠造舟、其迅如飛、一檝去越七浪、仍号速鳥」とある。
仁徳天皇の時代、明石駅（現・明石市大蔵谷か）にクスノキの巨木があり、日の出の際は淡路島をおおい、日の入りではなにわの高津宮をかげにしたが、これを伐り倒し、船を造った。
その船はひと楫で7つの波浪をこえ、その速さから「速鳥」と名づけられた。
明石から水を高津宮に運んだが、次第に速力を減じ、とりやめになった。
巨木伝承自体は誇張ではあるが、『続日本紀』には播磨国の船として、同名の船名の記述がみられる（巨樹の項目も参照）。